# 长序木蓝
长序木蓝（学名：Indigofera howellii）为豆科木蓝属下的一个种。

## 扩展阅读
維基物種上的相關：长序木蓝